# سورة الغاشية
سورة الغاشية سُميت بهذا الاسم، لورود ذكر الغاشية في أول آية منها، وهي سورة مكية، من المفصل، وآياتها 26، وترتيبها في المصحف 88، في الجزء الثلاثين، وترتيب نزولها (السابعة والستون) بعد سورة الذاريات وقبل سورة الكهف، ومن أهم مقاصدها: إثبات البعث والحساب والجزاء بعد الموت، وبدأت بأسلوب استفهام ﴿هَلْ أَتَاكَ حَدِيثُ الْغَاشِيَةِ ۝١﴾، والغاشية أحد أسماء القيامة، ومن مناسبتها لما بعدها قبلها وبعدها: لمَّا أشار المولى  في سورة الأعلى إلى شقاء أهل النار وفلاح أهل الجنة إجمالاً، واشتملت على الحديث عن أهوال يوم القيامة، وما فيه من عقاب وثواب، وتنوعت الأساليب البلاغية ووجوه الإعجاز فيها.

## التعريف بسورة الغاشية وسبب التسمية

### التعريف بالسورة
عُرِفت باسم الغاشية، وبذلك عُنونت في المصاحف وكتب التفسير، وبهذا الاسم وردت عن بعض الصحابة، لوقوع لفظ (الغاشية) في أولها، وثبتت في السنة تسميتها: ﴿هَلْ أَتَاكَ حَدِيثُ الْغَاشِيَةِ ۝١﴾ [الغاشية:1]، ففي صحيح ابن خزيمة، عن سمرة بن جندب، قال: «كان رسول الله ﷺ يقرأ في الجمعة بـ: ﴿سَبِّحِ اسْمَ رَبِّكَ الْأَعْلَى ۝١﴾ [الأعلى:1]، و ﴿هَلْ أَتَاكَ حَدِيثُ الْغَاشِيَةِ ۝١﴾ [الغاشية:1]، وهذا ظاهر في التسمية، وسميت: (سورة هل أتاك) بدون كلمة حديث الغاشية، وبذلك عنونها ابن عطية في تفسيره، وهي سورة قصيرة الآيات، متناسقة الفواصل.

### سبب تسمية السورة
أما سبب تسمية السورة، فهو لذكر الغاشية فيها في أول آية.

### المعنى اللغوي للفظ (الغاشية)
فالغاشية، اسم فاعل مشتق من الغشيان، وهو تغطية الشيء لغيره، والمقصود بالغاشية: يوم القيامة، ووصف يوم القيامة بذلك، لأنه يغشى الناس بأهواله، وشدائده، ويغطي عقولهم عن التفكير في أي شيء سواه.

## عدد آيات السورة وكلماتها وحروفها
عدد آياتها: ست وعشرون آية، قال الداني: "ولا نظير لها في عددها، وهي ست وعشرون آية عند الجميع، وليس فيها خلاف.
وعدد كلماتها: اثنتان وتسعون كلمة.
عدد حروفها: ثلاثمائة وواحد وثمانون حرفاً.

## مكان نزول السورة وترتيبها

### مكان نزول السورة
نزلت على رسول الله ﷺ، في مكة، وقال ابن عاشور: وهي مكية بالاتفاق، ولا خلاف في ذلك، وقال ابن الجوزي: "سورة الغاشية مكية كلها بإجماع كل المفسرين، كما أن العلاقة بين مقصد السورة وتاريخ نزولها علاقة ظاهرة، فسورة الغاشية مكية بالاتفاق، والحديث عن اليوم الآخر وأهواله وأحوال العباد فيه، من خصائص السور المكية.

### ترتيب السورة
وأما ترتيب سورة (الغاشية) من حيث نزولها، فعددها (السابعة والستون) في عداد نزول السور، نزلت بعد سورة الذاريات، وقبل سورة الكهف.
وأما ترتيبها في المصاحف فقد جاءت بعد سورة الأعلى، وهي السورة الثامنة والثمانون في ترتيب المصحف.

## خصائص السورة وفضائلها

### خصائص سورة الغاشية
1. الافتتاح بالاستفهام عن بلوغ خبر الغاشية، وهذا الاستفهام مستعمل في التشويق إلى معرفة هذا الخبر لما يترتب عليه من الموعظة.[8]
2. أنها تطوف بالقلب البشري أمام الآخرة وأحوالها، فأصحاب الجحيم يلقون أشدّ ألوان الألم والعذاب، وأهل الجنة يتمتّعون بألوان النعيم، وصنوف التكريم، ثم تعرض أمام الناظرين مشاهد الكون، وآيات الله المبثوثة في خلائقه، المعروضة للجميع، ثم تذكّر الناس بحساب الآخرة، وسيطرة الله، وحتمية الرجوع إليه في نهاية المطاف، ذلك كله بأسلوب عميق الإيقاع، هادئ، ولكنه نافذ رصين، ولكنه رهيب.[9]
3. أنها اشتملت على كليات الدين وأصوله.[1]

### فضائل السورة
وردت في السنة أحاديث عدة تُبيّن مشروعية قراءة سورة الغاشية في صلاة الجمعة، وصلاة العيدين، ومنها، فعن حبيب بن سالم مولى النعمان بن بشير، قال: "كان رسول الله ﷺ، يقرأ في العيدين، وفي الجمعة بـ: ﴿سَبِّحِ اسْمَ رَبِّكَ الْأَعْلَى ۝١﴾ [الأعلى:1]، و ﴿هَلْ أَتَاكَ حَدِيثُ الْغَاشِيَةِ ۝١﴾ [الغاشية:1].
"فهي من السور التي كان النبي ﷺ يقرؤها كثيراً، لما فيها من التذكير بأحوال الآخرة وأهوال يوم القيامة، وبيان عقوبة المكذبين، وجزاء الطائعين، والدعوة إلى التفكر بعظيم مخلوقات الله الدالة على ربوبيته، وأنه لا يستحق أن يُعبد إلا إياه .
وورد فيها أثر موضوع عن أبي بن كعب عن رسول الله ﷺ قال: من قرأ سورة الغاشية حاسبه الله حساباً يسيراً.

## مناسبة سورة لموضوعها وما قبلها وبعدها

### مناسبة السورة لموضوعها
مناسبة اسم سورة (الغاشية) بموضوعاتها ظاهر، فقد افتتحت السورة بالحديث عن (الغاشية) الذي هو اسم السورة، فقال تعالى: ﴿هَلْ أَتَاكَ حَدِيثُ الْغَاشِيَةِ ۝١﴾ [الغاشية:1]، وخُتمت بذكر الإياب والحساب، في قوله تعالى:﴿إِنَّ إِلَيْنَا إِيَابَهُمْ ۝٢٥ ثُمَّ إِنَّ عَلَيْنَا حِسَابَهُمْ ۝٢٦﴾ [الغاشية:25–26].

### مناسبة السورة لما قبلها
1. لما أشار سبحانه في سورة الأعلى بقوله: ﴿سَيَذَّكَّرُ مَنْ يَخْشَى ۝١٠ وَيَتَجَنَّبُهَا الْأَشْقَى ۝١١ الَّذِي يَصْلَى النَّارَ الْكُبْرَى ۝١٢﴾ [الأعلى:10–12]، إلى قوله: ﴿وَالْآخِرَةُ خَيْرٌ وَأَبْقَى ۝١٧﴾ [الأعلى:17]، إلى المؤمن والكافر، والنار والجنة إجمالًا، فصل ذلك في هذه السورة، فبسط صفة النار والجنة مستندة إلى أهل كل منهما، على نمط ما هنالك؛ ولذا قال هنا: ﴿عَامِلَةٌ نَاصِبَةٌ ۝٣﴾ [الغاشية:3]، في مقابل: ﴿الْأَشْقَى﴾ [الأعلى:11] هناك في سورة (الأعلى)، وقال هنا: ﴿تَصْلَى نَارًا حَامِيَةً ۝٤﴾ [الغاشية:4]، إلى قوله تعالى: ﴿لَا يُسْمِنُ وَلَا يُغْنِي مِنْ جُوعٍ ۝٧﴾ [الغاشية:7]، في مقابلة، قوله تعالى: ﴿الَّذِي يَصْلَى النَّارَ الْكُبْرَى ۝١٢﴾ [الأعلى:12]، هناك في سورة (الأعلى)، ولما قال هناك في الآخرة: ﴿خَيْرٌ وَأَبْقَى﴾ [الأعلى:17]، بسط هنا صفة أكثر من صفة النار؛ تحقيقًا لمعنى الخيرية.[11]
2. ختمت سورة «الأعلى» بالحديث عن الآخرة، وعن أنها الحياة الخالدة الباقية، التي تستحق أن يعمل الإنسان لها، ويؤثرها على الدنيا، إيثار الحقّ على الباطل، والعظيم على الحقير، والباقي على الفاني.. ولكن حب الدنيا قد غلب على أكثر الناس، فصرفوا همهم كله إلى الدنيا، ولم يعطوا الحياة الآخرة شيئاً من وجودهم، فجاءوا إلى يوم القيامة، مفلسين معدمين، ليس في أيديهم زاد لها، بل كل ما يحملون هو أوزار وآثام، وضلالات.. فكان الحديث عن الغاشية، وهي القيامة، وعن أهوالها، تذكيراً للناس بها، وتنبيهاً لهم إلى ما يلقى المجرمون فيها من عذاب ونكال.[10]
3. لما تقدم في سورة الأعلى تنزيه المولى  في قوله تعالى: ﴿سَبِّحِ اسْمَ رَبِّكَ الْأَعْلَى ۝١﴾ [الأعلى:1]، وذكر  بعضاً من أدلة عظمته وبراهين قدرته في قوله تعالى: ﴿الَّذِي خَلَقَ فَسَوَّى ۝٢ وَالَّذِي قَدَّرَ فَهَدَى ۝٣ وَالَّذِي أَخْرَجَ الْمَرْعَى ۝٤ فَجَعَلَهُ غُثَاءً أَحْوَى ۝٥﴾ [الأعلى:2–5]، أتبع ذلك بالحديث عن القيامة، وما يكون فيها من الحساب والجزاء، وفي لك عبرة لمن يعتبر، وتذكرة لمن يتذكر.[4]

## مناسبة السورة لما بعدها
لسورة الغاشية اتصال بسورة الفجر من عدة وجوه:
1. لما ختمت تلك بأنه لا بد من الإياب والحساب، وكان تغيير الليل والنهار وتجديد كل منهما بعد إعدامه دالاًّ على القدرة على البعث.[15]
2. أن في صدر سورة الفجر قسماً يدل على صحة ما خُتم به في سورة الغاشية، وعلى ما تضمنه من الوعد والوعيد، وأن في كلٍ من السورتين ذكر أهوال يوم القيامة، وثواب الطائعين وعقاب المعرضين.[1]
3. لما ورد في سورة (الغاشية) آيات من قدرة الله ، جاءت سورة التي تليها (الفجر) امتداداً لعرض آيات من قدرة الله ، وما أخذ به المكذبين بالحياة الآخرة، الذين لم يؤمنوا بالله، ولم يصدقوا بما جاءهم على يد رسل الله من آيات مبصرة.[10]
4. وهناك تناسب بين سورتي (الغاشية) وما بعدها من السور نزولاً، وهي الكهف، فالغاشية نزلت قبل سورة الكهف،[5] وكما جاء في الحديث من الترغيب في تلاوتها يوم الجمعة (سورة الكهف)، فقد ورد أيضاً أن النبي ﷺ، كان يقرأ سورة الغاشية في صلاة الجمعة والعيدين.[16]

## مقاصد سورة الغاشية
1. التذكير بوحدانية الله، ودلائل قدرته في خلقه للسماء والأرض والجبال والإبل، والإنكار على المعرضين عن الإيمان بالله مع وجود ما يدل على ذلك.[1]
2. شرح ما في آخر سورة (سبح) من تنزيه الله  عن العبث، بإثبات الدار الآخرة التي الغاشية مبدؤها، وذكر ما فيها للأتقى والأشقى.[6]
3. تفصيل الثواب والعقاب في يوم القيامة، وهذا هو سياق الإنذار والترهيب والترغيب، وبهذا تشبه هذه السورة سورة الأعلى في سياقها، وتكون هناك مناسبة في ذكرها بعدها.[9]
4. تثبيت قلب النبي ﷺ، على الدعوة إلى الإسلام، وأن لا يعبأ بمن عارضه، وأن وراءهم البعث فهم راجعون إلى الله فهو مجازيهم على كفرهم وإعراضهم.[8]
5. إثبات البعث والحساب، وأن الكل راجعون لله تعالى.[1]
6. ذكر عجائب الصنعة الإلهية.[17]

## المحتوى العام للسورة
اشتملت السورة على عدة مواضيع، إلا أنها ركزت على أربعة موضوعات رئيسة:
1. بدأت السورة بالحديث عن توجيه الخطاب إلى رسول الله ﷺ، بقوله تعالى: ﴿هَلْ أَتَاكَ حَدِيثُ الْغَاشِيَةِ ۝١﴾ [الغاشية:1]، أي: قد أتاك حديث القيامة.[5]
2. الحديث عن دواهي يوم القيامة، وعن تصنيف الناس فيه وأحوالهم، ورغم أن هذا الأمر غيبي؛ فإن الله  بيّن تلك الدواهي والأحوال في السورة، كأنها رأي العين.[16]
3. بعد أن ذكر  في السورة مجيء يوم القيامة، وبيَّن أن الناس حينئذ صنفان: أشقياء وسعداء، وأن الأشقياء يكونون في غاية الذل والهوان، وأن السعداء يكونون يومئذ مستبشرين، بادية على وجوههم علائم المسرة، أعقب هذا بإقامة الحجة على الجاحدين المنكرين لذلك، وتوجيه أنظارهم إلى آثار قدرته فيما بين أيديهم، وما يقع تحت أبصارهم من سماء تظلّ، وأرض تقلّ، وإبل ينتفعون بها في حلّهم وترحالهم، ويأكلون من لحومها وألبانها ويلبسون من أوبارها، وجبال تهديهم في تلك الفيافي والقفار.[17]
4. الحديث عن التفكُّر والتدبُّر أن الخالق لهذه الأشياء بتلك الصورة البديعة، هو المستحق للعبادة والطاعة، وأنهم سيعودون إليه للحساب والجزاء ﴿إِنَّ إِلَيْنَا إِيَابَهُمْ ۝٢٥ ثُمَّ إِنَّ عَلَيْنَا حِسَابَهُمْ ۝٢٦﴾ [الغاشية:25–26].[12]

## الناسخ والمنسوخ في السورة
قال المقري في كتابه (الناسخ والمنسوخ): "جميعها محكم إلا آية واحدة فإنها منسوخة وهي قوله تعالى ﴿لَسْتَ عَلَيْهِمْ بِمُسَيْطِرٍ ۝٢٢﴾ [الغاشية:22]، نسختها آية السيف"، وعن معاوية بن صالح، عن علي بن أبي طلحة، عن ابن عباس : لَسْتَ عَلَيْهِمْ بِمُصَيْطِرٍ قال: نسخ ذلك فقال: فَاقْتُلُوا الْمُشْرِكِينَ حَيْثُ وَجَدْتُمُوهُمْ، وقد قال بعض المفسرين في معناها: لست عليهم بمسلط فتكرههم على الإيمان، فعلى هذا لا نسخ.

## اللغة في سورة الغاشية
﴿هَلْ أَتَاكَ حَدِيثُ الْغَاشِيَةِ ۝١﴾ [الغاشية:1]: أي هل بلغك نبأ يوم القيامة وعلمت قصصه، وإننا سنعلمك شأنه الخطير، وهذا أسلوب من الكلام لا يراد منه حقيقة الاستفهام، بلى يراد منه تعجيب السامع مما سيذكر بعد، وتشويقه إلى استماعه، وتوجيه فكره إلى أنه من الأحاديث التي من حقها أن تتناقلها الرواة، ويحفظها الوعاة.
و(الْغاشِيَةِ): القيامة لأنها تغشى الخلائق، وفي المختار: "الغشاء: الغطاء وجعل على بصره غشاوة بضم الغين وفتحها وكسرها» وفي المصباح: "ويقال: إن الغشي تعطل القوى المحرّكة والأوردة الحسّاسة، لضعف القلب بسبب وجع شديد، أو برد أو جوع مفرط، وقيل: الغشي هو الإغماء، وقيل: الإغماء امتلاء بطون الدماغ من بلغم بارد غليظ، وقيل: الإغماء سهو يلحق الإنسان مع فتور الأعضاء لعلة، وغشيته أغشاه من باب تعب أتيته والاسم الغشيان بالكسر".
﴿لَيْسَ لَهُمْ طَعَامٌ إِلَّا مِنْ ضَرِيعٍ ۝٦﴾ [الغاشية:6]: (الضّريع): شجرة شائكة، إذا أكلته الإبل هزلت، أو هو وصف من «الضّراعة» لا اسم، أي: ليس فيها طعام إلّا ما أعدّ للهوان، أو إذا طعموه تضرّعوا عنده، ووصف (ضريع) بأنه لا يسمن ولا يغني من جوع لتشويهه وأنه تمحض للضر، فلا يعود على آكليه بسمن يصلح بعض ما التفح من أجسادهم، ولا يغني عنهم دفع ألم الجوع، وما زال القرويّون في العراق يصفون طعامهم كالتمر والسمك بأنه (مضرّع)، أي: منتن فاسد.
﴿وَنَمَارِقُ مَصْفُوفَةٌ ۝١٥﴾ [الغاشية:15] أي ووسائد مصفوف بعضها إلى جوانب بعض، فإن شاءوا جلسوا عليها، وإن أرادوا استندوا إليها، وإن أحبوا أن يجلسوا على بعضها ويستندوا إلى بعض فعلوا.
(زَرابِيُّ): وزرابي، يعني البسط العريضة، قال ابن عباس: هي الطنافس التي لها حمل واحدتها زربية مبثوثة، مبسوطة، وقيل: متفرقة في المجالس.
(الْإِبِلِ): الجمال، جمع بعير، ولا وأحد لها من لفظه كنساء وقوم، كَيْفَ خُلِقَتْ خلقا يدل على كمال قدرة اللَّه وحسن تدبيره، بأن جعلت أداة لحمل الأثقال إلى البلاد النائية، مع احتمال العطش عشرا فأكثر وخصت بالذكر لأنها أعجب ما عند العرب من هذا النوع، وبدئ بها لأنهم أكثر مخالطة لها من غيرها.
(بِمُصَيْطِرٍ): بمسلط عليهم ومسيطر اسم جاء مصغراً ولا مكبّر له كقولهم: رويدا والثريا وكميت ومبيقر ومبيطر ومهيمن، وفي قراءة بمسيطر بفتح الطاء وغريبة هذه القراءة فقد جاء في تاج العروس: سيطر جاء على فيعل فهو مسيطر ولم يستعمل مجهولا فعله، وننتهي في كلام العرب إلى ما انتهوا إليه، وسيأتي مزيد بحث عن التصغير في باب الفوائد.

## البلاغة في سورة الغاشية
1. التقديم والتأخير: وهذه الصورة البلاغية ظاهرة في قوله تعالى: ﴿وُجُوهٌ يَوْمَئِذٍ خَاشِعَةٌ ۝٢﴾ [الغاشية:2]، فقدم أصحاب الوجوه الخاشعة ليتناسب مع المقام، يقول البقاعي مفصحاً عن سبب التقديم: " ولما هول أمرها بانبهامها وعمومها، زاد في التهويل بما ذكر من أحوالها في تفصيل الناس إلى شقي وسعيد، وبدأ بالشقي لأن المقام لإنذار المؤثرين للحياة الدنيا.[6]
2. التشويق والتهويل: وهذا ظاهر في الآية الأولى من سورة الغاشية، في قوله تعالى: ﴿هَلْ أَتَاكَ حَدِيثُ الْغَاشِيَةِ ۝١﴾ [الغاشية:1]، أسلوب التشويق والتهويل، وهو استفهام أريد به التقرير ولفت النظر إلى هذا الحديث.[22]
3. فن التتميم: وهذا في قوله تعالى: ﴿لَا يُسْمِنُ وَلَا يُغْنِي مِنْ جُوعٍ ۝٧﴾ [الغاشية:7]، فقوله: (ولا يغني من جوع)، جملة لا يمكن طرحها من الكلام، لأنه لما قال: لا يسمن، ساغ لمتوهم أن يتوهم أن هذا الطعام الذي ليس من جنس طعام البشر، انتفت عنه صفة الاسمان، ولكن بقيت له صفة الإغناء، فجاءت جملة: (ولا يغني من جوع) تتميماً للمعنى المراد، وهو أن هذا الطعام انتفت عنه صفة إفادة السمن والقوة، كما انتفت عنه صفة إماطة الجوع وإزالته، وجعله بعضهم من باب نفي الشيء بإيجابه.[16]
4. استعارة: ففي قوله تعالى: ﴿فِي جَنَّةٍ عَالِيَةٍ ۝١٠ لَا تَسْمَعُ فِيهَا لَاغِيَةً ۝١١﴾ [الغاشية:10–11]، استعارة، أي لا تسمع فيها كلمة ذات لغو، فلمّا كان صاحب تلك الكلمة يسمّى لاغيا بقولها، سمّيت هي لاغية، على المبالغة في وصف اللّغو الذي فيها، وقال بعضهم: معنى ذلك: لا يسمع فيها نفس حالفة على كذب، ولا ناطقة برفث، لأنّ الجنة لا لغو فيها ولا رفث، ولا فحش ولا كذب.[9]
5. مجاز عقلي: وقد ورد المجاز العقلي في سياق الحديث عن العذاب الأخروي في سورة الغاشية،  يقول تعالى: ﴿وُجُوهٌ يَوْمَئِذٍ خَاشِعَةٌ ۝٢﴾ [الغاشية:2]: فقيل: إن (خاشعة) من قبيل المجاز العقلي، أي أصحاب وجوه.[6]
6. جناس الاشتقاق والطباق: ففي قوله تعالى: ﴿فَذَكِّرْ إِنَّمَا أَنْتَ مُذَكِّرٌ ۝٢١﴾ [الغاشية:21]، (فَذَكِّرْ، ومُذَكِّرٌ) بينهما جناس الاشتقاق، وكذا بين فَيُعَذِّبُهُ والْعَذابَ، وفي قوله تعالى: {إِلَيْنا إِيابَهُمْ عَلَيْنا حِسابَهُمْ}(الغاشية: 25-26)، يوجد بينهما طباق في الحرف.[22]

## القراءات لبعض الكلمات في السورة
1. قوله تعالى: {هَلْ أَتاكَ}، و{تَصْلى}، و{تسعى}، و{مَنْ تَوَلَّى}، قرأ حمزة والكسائي بالإمالة محضة، وورش بالفتح وبين اللفظين، والباقون بالفتح، وفي قوله تعالى: الْغاشِيَةِ، عامِلَةٌ ناصِبَةٌ، حامِيَةً، آنِيَةٍ، ناعِمَةٌ، راضِيَةٌ، عالِيَةٍ، لاغِيَةً، جارِيَةٌ، مَصْفُوفَةٌ، مَبْثُوثَةٌ وقف الكسائي على جميع ذلك بالإمالة.[23]
2. {تَصْلى}: قرأ أبو عمرو وشعبة ويعقوب بضم التاء، وللباقين فتحها، وللأزرق الفتح مع تغليظ اللام والتقليل مع الترقيق والإمالة لحمزة والكسائى وخلف، ويسهل الجمع بعد ذلك.[24]
3. ﴿لَا تَسْمَعُ فِيهَا لَاغِيَةً ۝١١﴾ [الغاشية:11]، قرأ نافع تسمع بتاء مضمومة على التأنيث ولاغية بالرفع والمكي والبصري بياء مضمومة على التذكير ولاغية بالرفع، والباقون بالتاء مفتوحة ولاغية بالنصب.[25]
4. قوله تعالى: ﴿لَا تَسْمَعُ فِيهَا لَاغِيَةً ۝١١﴾ [الغاشية:11] قرأ نافع بالتاء الفوقية مضمومة لاغِيَةً بالرفع، وقرأ ابن كثير وأبو عمرو بالياء التحتية مضمومة لاغِيَةً بالرفع، والباقون بالتاء الفوقية لاغِيَةً بالنصب.[23]
5. {بمصيطر}: قرأ هشام بالسين وحمزة بخلف عن خلاد بإشمام الصاد الزاي، والباقون بالصاد الخالصة وهو الوجه الثاني لخلاد، وإذا ركبت بمصيطر مع الأكبر كان لخلف وجه واحد وصلا وهو الإشمام في بمصيطر مع السكت في الأكبر ووجهان وقفا وهما السكت والنقل مع الإشمام، ولخلاد وصلا ثلاثة أوجه الإشمام مع السكت وعدمه والصاد الخالصة مع عدم السكت ووقفا ثلاثة كذلك الإشمام مع السكت والنقل والصاد الخالصة مع النقل فقط.[26]

## المؤلفات في سورة الغاشية
1. الدرر الغالية في سورة الغاشية – دراسة تحليلية -، د. محمد بن عبد العزيز بن إبراهيم بلوش، مجلة كلية أصول الدين والدعوة بأسيوط، المجلد الرابع، العدد (40)، سنة 1444هـ - 2022م.
2. تفسير سورة الغاشية – دراسة تحليلية -، د. عبد الرحمن عبد الله سرور الجرمان، مجلة الفرائد في البحوث الإسلامية – جامعة الأزهر-، المجلد (41)، إصدار ديسمبر 2021م.
3. تفسير سورة الغاشية – دراسة تحليلية - بيانية، للباحثة: أمل إسماعيل صالح صالح، مجلة: دراسات علوم الشريعة والقانون بالجامعة الأردنية، المجلد (41، ملحق (2)، سنة 2014م.
4. التناسق الموضوعي في سورة الغاشية، للباحث: د.عبد الله بن حسين العمودي، الناشر: مجلة كلية العلوم الإسلامية، العدد (71)، ربيع الأول، سنة 1444هـ.
5. الآيات الكونية في سورة الغاشية، د. شعبان رمضان محمود مقلد، مجلة كلية الدراسات الإسلامية والعربية للبنين، بجامعة الأزهر، المجلد الرابع، العدد: (25)، سنة 2007م.
6. البلاغة القرآنية في سورة الغاشية (آيات النعيم والعذاب الأخروي نموذجاً)، د. لمياء محمد حمود المطرفي، الناشر: مجلة كلية الدراسات الإسلامية والعربية بدمياط الجديدية، العدد: (6)، سنة 2018م.
7. الصور البلاغية في سورة الغاشية، للباحثة: منى محمد علي، بحث بجامعة الأزهر، كلية الدراسات الإسلامية والعربية للبنات بسوهاج.
8. سورة الغاشية –دراسة نحوية صرفية بلاغية معجمية صوتية-، إعداد: نافع أبو بكر، ومحمد بشير حنفي، وبشير محمد، بحث مقدم بجامعة عثمان بن فودي، كلية الدراسات العليا، قسم اللغة العربية، سنة 2018م.

## وصلات خارجية
- تفسير ابن كثير لسورة الغاشية
- أحكام التجويد لسورة الغاشية
- إعراب كامل سورة الغاشية
- ملف متكامل لسورة الغاشية